# 세르게이 코즐로프

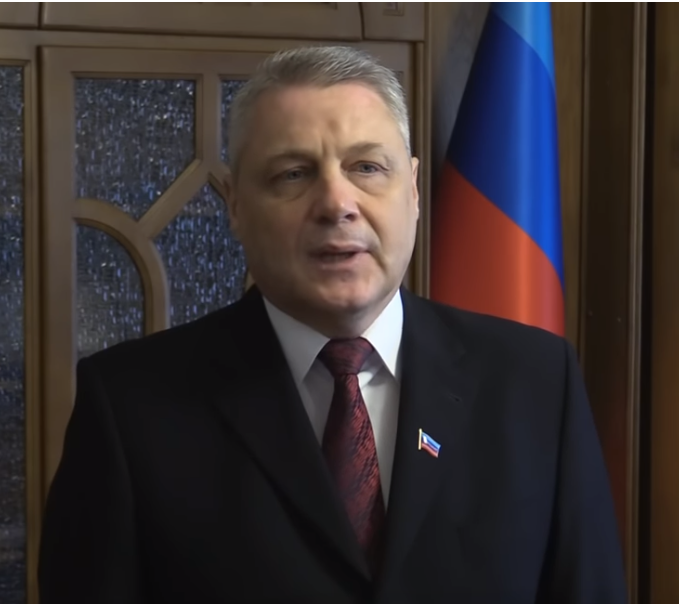
세르게이 코즐로프

세르게이 이바노비치 코즐로프(러시아어: Сергей Иванович Козлов, 우크라이나어: Сергій Іванович Козлов, 1963년 11월 7일 루한스크 주 ~)는 루간스크 인민공화국의 정치인이다. 
2015년 12월부터 2022년 9월까지 루간스크 인민공화국의 정부주석으로 지냈다. 코즐로프는 1994년부터 2005년까지 우크라이나 국가비상부에 근무하였다.
| 전임 겐나디 치프칼로프 | 루간스크 인민공화국의 총리 2015년 12월 26일 ~ 2022년 9월 30일 | 후임 (폐지) |